# Угорці в Румунії

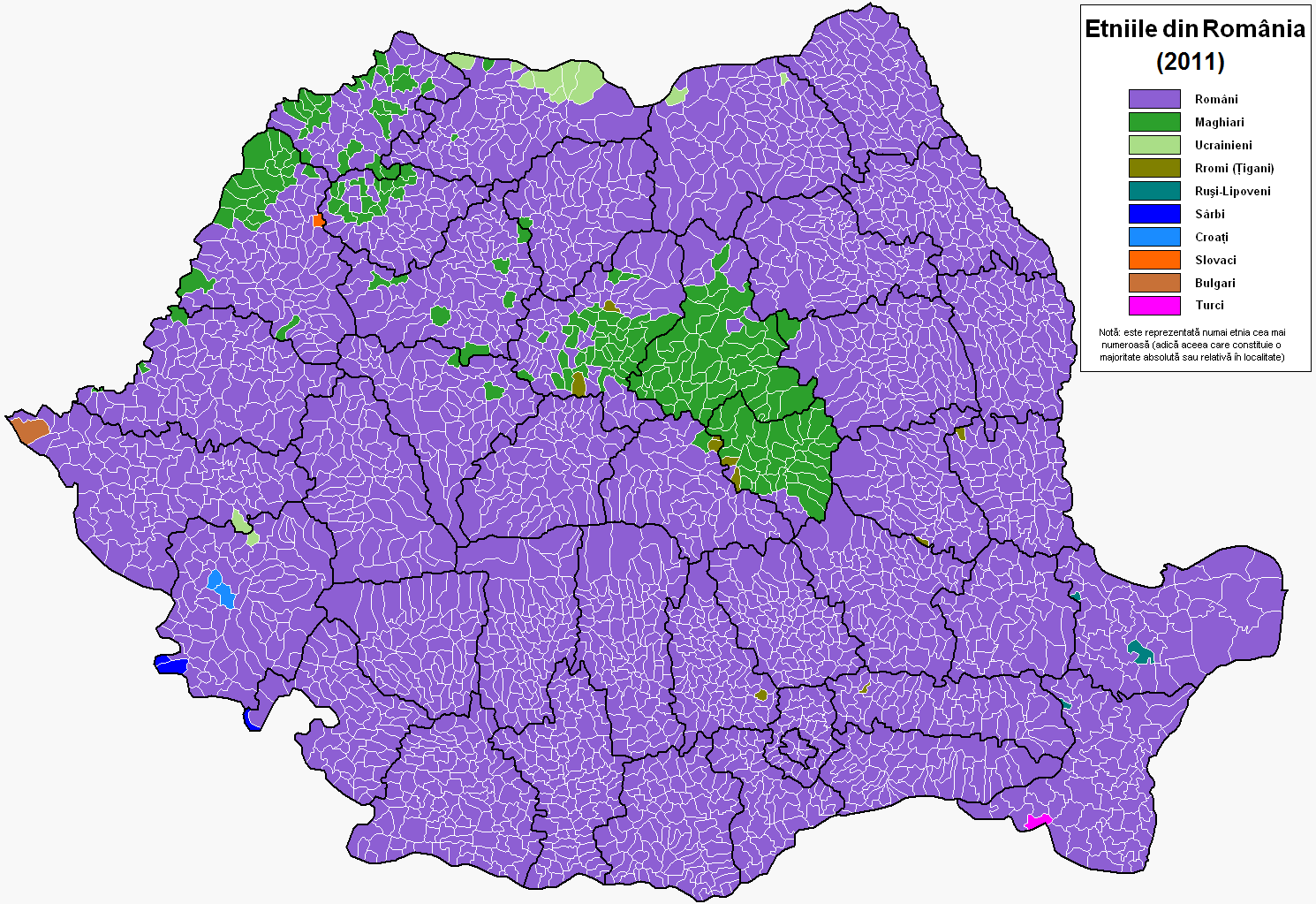
Угорська меншина у Румунії

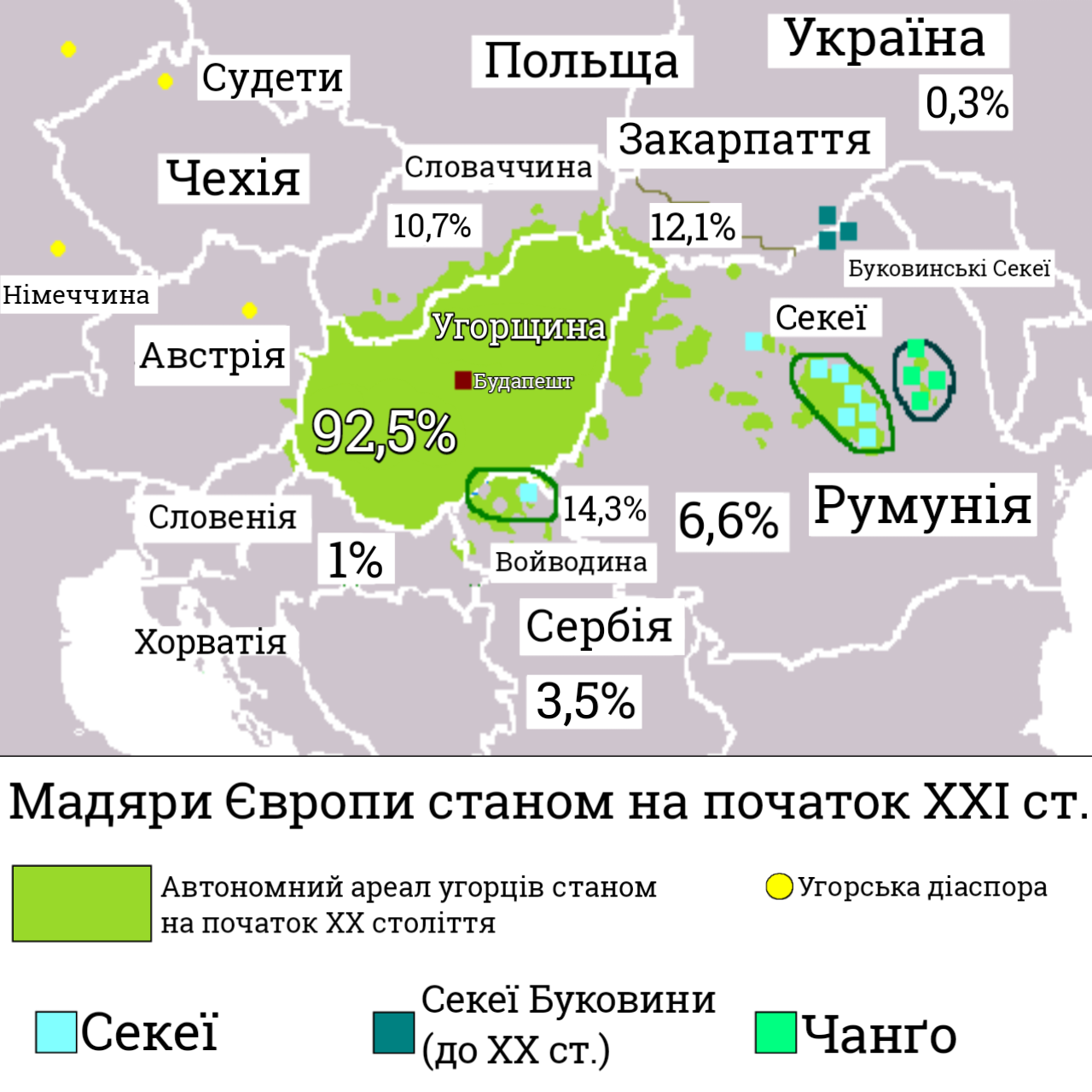
Угорці у Європі на початку XXI століття

Уго́рці у Руму́нії або Мадя́ри у Руму́нії (угор. Romániai magyarok; рум. maghiarii din România) — найбільша етнічна меншина на території сучасної Румунії, офіційні права якої визнаються ЄС у рамках рамкової конвенції з прав національних меншин. Так, угорська мова визнається офіційною поряд з румунською в жудцях (повітах), де угорці складають понад 20 % населення. Переважно це регіони Північної Трансильванії. Загальна чисельність угорців у Румунії — 1,4 млн осіб (6,6 % населення країни або 19,6 % населення Трансильванії; Перепис населення Румунії, 2002).

## Історія
Угорська присутність у Східній Європі зокрема і в Трансильванії, населеній в IX столітті переважно румунами, поступово наростала з кінця IX століття. Слов'яни також присутні в цьому регіоні з кінця X століття, мігруючи туди з території сучасної Польщі. Проте, угорська мова і культура не мали такого впливу на життя і побут румун як південні слов'яни, з якими румунів об'єднувала спільна релігія (православ'я) і спільна літературна церковнослов'янська мова. Католики і, пізніше, також протестанти, угорці особливо активно селилися на території Трансильванії (з 1920 року належить Румунії). Коли Трансильванія підкорилася владі угорського короля, угорці разом з німцями склали основу керівного класу Трансильванії аж до 1918 року (Австро-Угорщина.) Транслейтанія — угорська частина імперії — відрізнялася схильністю до мадяризації меншин від 1867 року і антирумунською позицією в питаннях внутрішньої політики. Румуни також традиційно були схильні до ворожої політики стосовно угорців і прагнули дезінтегрувати Угорщину. При цьому самі угорці зберігали і зберігають певні родові відмінності. В Румунії виділяються такі субетнічні групи угорців: секеї і дуже румунізовані чанґоші.
Після приєднання Трансильванії до Румунії румунський уряд (особливо при Ніколае Чаушеску) взяв курс на інтенсивну румунізацію угорців.
1940 року після приєднання Трансильванії до Угорщини відбулися румунські погроми, багато румунів покинули свої будинки. 1944 року після арешту диктатора Антонеску, румунські та угорські націоналісти влаштували погроми в Трансильванії.
Протягом 1952—1968 років у Трансильванії існувала Угорська автономна область (від 1960 року офіційна назва — Муреш-Угорська), скасована після приходу Чаушеску до влади.

## Населення
Угорське населення, що досягло піку 1910 року, постійно скорочується внаслідок поступової асиміляції і міграційного відтоку в Угорщину.

### Румунія
- перепис 1992 — 1.624.959 чол., 7,1 % населення Румунії
- перепис 2002 — 1.431.807 чол., 6,6 % населення Румунії

За міжпереписний період скорочення склало 193 тис. чол. або 12 %.

### Трансильванія
- 1786 — 29,4 % населення Трансильванії[1]
- 1910 — 1.662.000 чол., 32,0 % населення Трансильванії (включно з угорськомовними євреями і німцями — перепис 1910)
- 1992 — 1.603.923 чол., 20,8 % населення Трансильванії
- 2002 — 1.415.718 чол., 19,6 % населення Трансильванії

### Концентрація угорців за повітами країни
| Повіт           | Угорці  | Частка % |
| --------------- | ------- | -------- |
| Харгіта         | 276.038 | 84,61 %  |
| Ковасна         | 164.158 | 73,81 %  |
| Муреш           | 228.275 | 39,26 %  |
| Сату-Маре       | 129.258 | 35,22 %  |
| Біхор           | 155.829 | 25,92 %  |
| Селаж           | 57.167  | 23,07 %  |
| Клуж            | 122.301 | 17,37 %  |
| Арад            | 49.291  | 10,70 %  |
| Марамуреш       | 46.300  | 9,06 %   |
| Брашов          | 50.956  | 8,75 %   |
| Тіміш           | 50.556  | 7,59 %   |
| Бистриця-Несеуд | 18.349  | 5,89 %   |
| Алба            | 20.684  | 5,40 %   |
| Хунедоара       | 25.388  | 5,20 %   |
| Сібіу           | 15.344  | 3,67 %   |
| Караш-Северін   | 5.824   | 1,76 %   |
| Бакеу           | 4.528   | 0,64 %   |
| Бухарест        | 5.834   | 0,31 %   |

Ще 16.089 етнічних угорців проживає в інших повітах, переважно в самому місті Бухарест, де вони складають близько 0,1 % населення.

### Релігія
Згідно з переписом 2002 року близько 51 % румунських угорців є протестантами (кальвіністами і лютеранами), серед них є унітарії, які становлять 4,5 %. Католицизм сповідує 41 % угорців. 2 % сповідує православ'я. 4,7 % належать до інших християнських конфесій.

## Політика
Угорці Румунії традиційно голосують за Демократичний союз угорців Румунії, який відіграє чималу роль в політичному житті країни. ДСУР виступає за створення угорської національної автономії, за розширення сфери вживання угорської мови в адміністративній та культурній сферах (насамперед у сфері освіти) і за збільшення автономії місцевих органів влади. Однак ДСУР не має чіткої політичної орієнтації, приділяючи незначну увагу, зокрема, питанням економіки. Ця обставина пояснюється передусім необхідністю консолідації угорських виборців для подолання п'ятивідсоткового бар'єру на виборах до румунського парламенту.
Угорці Румунії представлені трьома депутатами в Європарламенті (з 33 місць, відведених для Румунії) — двома депутатами від ДСУР, а також незалежним депутатом Ласло Текешем.

Від 2009 року існує невизнана автономія угорців у Румунії — Секейська земля.